# Lago Großer Müllroser
El lago Großer Müllroser (en alemán: Großer Müllrosersee) es un lago situado en el distrito rural de Oder-Spree —a pocos kilómetros de la frontera con Polonia—, en el estado de Brandeburgo (Alemania), a una elevación de 41.6 metros; tiene un área de 132 hectáreas. 
El lago forma parte del parque natural Schlaube.